# Ливана
45°32′ пн. ш. 18°37′ сх. д. / 45.53° пн. ш. 18.61° сх. д.
Ливана (хорв. Livana) — населений пункт у Хорватії, в Осієцько-Баранській жупанії у складі громади Чепин.

## Населення
Населення за даними перепису 2011 року становило 650 осіб.
Динаміка чисельності населення поселення:

## Клімат
Середня річна температура становить 11,09 °C, середня максимальна – 25,62 °C, а середня мінімальна – -6,18 °C. Середня річна кількість опадів – 660 мм.
| Клімат поселення                              | Клімат поселення | Клімат поселення | Клімат поселення | Клімат поселення | Клімат поселення | Клімат поселення | Клімат поселення | Клімат поселення | Клімат поселення | Клімат поселення | Клімат поселення | Клімат поселення | Клімат поселення |
| Показник                                      | Січ.             | Лют.             | Бер.             | Квіт.            | Трав.            | Черв.            | Лип.             | Серп.            | Вер.             | Жовт.            | Лист.            | Груд.            |                  |
| Середній максимум, °C                         | 5,81             | 7,99             | 12,60            | 17,22            | 22,60            | 25,62            | 25,39            | 25,06            | 20,96            | 15,53            | 9,48             | 5,56             |                  |
| Середня температура, °C                       | −0,19            | 1,98             | 6,60             | 11,21            | 16,60            | 19,63            | 21,22            | 20,92            | 16,82            | 11,40            | 5,32             | 1,40             |                  |
| Середній мінімум, °C                          | −6,18            | −4               | 0,60             | 5,20             | 10,60            | 13,63            | 17,10            | 16,81            | 12,70            | 7,29             | 1,20             | −2,7             |                  |
| Норма опадів, мм                              | 43               | 37               | 41               | 52               | 61               | 81               | 64               | 62               | 51               | 56               | 62               | 50               |                  |
| Середньомісячна швидкість вітру, м/с          | 2.32             | 2.60             | 2.88             | 2.78             | 2.45             | 2.23             | 2.20             | 2.00             | 2.00             | 2.18             | 2.30             | 2.40             |                  |
| Середньомісячна сонячна радіація, кДж/м²·день | 4245             | 6916             | 10900            | 15464            | 19347            | 21620            | 22232            | 20329            | 14941            | 9386             | 4787             | 3510             |                  |
| --------------------------------------------- | ---------------- | ---------------- | ---------------- | ---------------- | ---------------- | ---------------- | ---------------- | ---------------- | ---------------- | ---------------- | ---------------- | ---------------- | ---------------- |
| Джерело:                                      |                  |                  |                  |                  |                  |                  |                  |                  |                  |                  |                  |                  |                  |